# Sericicorpus
Sericicorpus is een geslacht van hooiwagens uit de familie Sclerosomatidae.
De wetenschappelijke naam Sericicorpus is voor het eerst geldig gepubliceerd door J. Martens in 1987. 

## Soorten
Sericicorpus is monotypisch en omvat slechts de volgende soort:
- Sericicorpus nigrum